# Scymnus cervicalis
Scymnus cervicalis är en skalbaggsart som beskrevs av Étienne Mulsant 1850. Scymnus cervicalis ingår i släktet Scymnus och familjen nyckelpigor. Inga underarter finns listade i Catalogue of Life.